# Wildwasserrennsport-Europameisterschaften 2021
Die 13. Kanu-Wildwasserrennsport-Europameisterschaften fanden vom 11. bis 14. August 2021 statt. Sie wurden im spanischen Sabero auf dem Esla ausgetragen. Erfolgreichste Nation war Frankreich. Das deutsche Team zeigte sich nach den bis dato erfolglosesten Europameisterschaften im Wildwasserrennsport bei der EM 2019 wieder konkurrenzfähig. Nicht zuletzt durch die Erfolge von Normen Weber und Tim Heilinger, die beide zusammen 6 (C2, C1-Team, C2-Team) und im C1 Classic jeweils eine weitere Medaille (Weber Silber, Heilnger Bronze) erringen konnten. Im Frauen-Canadierbereich waren keine deutschen Athletinnen am Start.

## Nationenwertung Gesamt
| Platz  | Land        | Gold | Silber | Bronze | Gesamt |
| ------ | ----------- | ---- | ------ | ------ | ------ |
| 1      | Frankreich  | 11   | 6      | 4      | 21     |
| 2      | Deutschland | 2    | 3      | 8      | 13     |
| 3      | Italien     | 2    | 1      | -      | 3      |
| 4      | Tschechien  | 1    | 8      | 5      | 14     |
| 5      | Slowenien   | 1    | -      | 1      | 2      |
| 6      | Belgien     | 1    | -      | -      | 1      |
| Gesamt | Gesamt      | 18   | 18     | 18     | 54     |

Im Einzelnen wurden folgende Ergebnisse erzielt.

## Classic
Die Classic-Wettbewerbe fanden am 11. und 12. August statt.

### Nationenwertung Classic
| Platz  | Land        | Gold | Silber | Bronze | Gesamt |
| ------ | ----------- | ---- | ------ | ------ | ------ |
| 1      | Frankreich  | 4    | 3      | 2      | 9      |
| 2      | Deutschland | 2    | 3      | 4      | 9      |
| 3      | Italien     | 2    | -      | -      | 2      |
| 4      | Tschechien  | 1    | 3      | 3      | 7      |
| Gesamt | Gesamt      | 9    | 9      | 9      | 27     |

### Einzelwettbewerbe

#### Einer-Kajak Männer
| Platz | Sportler                 | Land        | Zeit          |
| ----- | ------------------------ | ----------- | ------------- |
| 1     | Maxence Barouh           | Frankreich  | 18:03,51 Min. |
| 2     | Finn Hartstein (Hamburg) | Deutschland | 18:06,49 Min. |
| 3     | Paul Jean                | Deutschland | 18:06,89 Min. |
| -     | -                        | -           |               |
| 11    | Marcel Paufler (Bremen)  | Deutschland | 18:18,64 Min. |
| 12    | Andreas Heilinger (Köln) | Deutschland | 18:20,43 Min. |

#### Einer-Kajak Frauen
| Platz | Sportler                         | Land        | Zeit          |
| ----- | -------------------------------- | ----------- | ------------- |
| 1     | Mathilde Rosa                    | Italien     | 19:40,17 Min. |
| 2     | Lisa Vinet                       | Frankreich  | 19:53,96 Min. |
| 3     | Sophia Schmidt (Köln)            | Deutschland | 19:58,67 Min. |
| -     | -                                | -           | -             |
| 13    | Rosa Deinert (Köln)              | Deutschland | 20:58,86 Min. |
| 12    | Sabine Füßer (Siegburg/Augsburg) | Deutschland | 20:59,71 Min. |

#### Einer-Canadier Männer
| Platz | Sportler                      | Land        | Zeit          |
| ----- | ----------------------------- | ----------- | ------------- |
| 1     | Ondřej Rolenc                 | Tschechien  | 20:11,92 Min. |
| 2     | Normen Weber (Brühl/Augsburg) | Deutschland | 20:23,85 Min. |
| 3     | Tim Heilinger                 | Deutschland | 20:29,84 Min. |
| -     | -                             | -           | -             |
| 10    | Ole Schwarz (Bonn)            | Deutschland | 21:07,21 Min. |

#### Einer-Canadier Frauen
| Platz | Sportler        | Land       | Zeit          |
| ----- | --------------- | ---------- | ------------- |
| 1     | Cecilia Panato  | Italien    | 21:35,90 Min. |
| 2     | Marie Nemcova   | Tschechien | 22:18,18 Min. |
| 3     | Helene Raguenes | Frankreich | 22:30,47 Min. |

#### Zweier-Canadier Männer
| Platz | Sportler                                | Land        | Zeit          |
| ----- | --------------------------------------- | ----------- | ------------- |
| 1     | Stéphane Santamaria / Quentin Dazeur    | Frankreich  | 20:11,27 Min. |
| 2     | Normen Weber / Tim Heilinger            | Deutschland | 20:11,32 Min. |
| 3     | Daniel Suchanek / Ondřej Rolenc         | Tschechien  | 20:15,76 Min. |
| -     | -                                       | -           | -             |
| 6     | Ole Schwarz / Moritz Lipperheide (Bonn) | Deutschland | 20:48,17 Min. |

#### Zweier-Canadier Frauen
Das C2-Rennen der Frauen wurde aufgrund einer nicht ausreichenden Anzahl an Starterinnen nicht gewertet. Einzig zwei Boote aus Großbritannien wurden gezeitet. 
| Platz | Sportler                               | Land                   | Zeit          |
| ----- | -------------------------------------- | ---------------------- | ------------- |
| 1     | Kerry May Christie / Emma Eve Christie | Vereinigtes Königreich | 22:50,65 Min. |
| 2     | Laura Milne / Ellie Seed               | Vereinigtes Königreich | 23:47,30 Min. |
| 3     | -                                      | -                      | -             |

#### Nationenwertung Classic-Einzel
| Platz  | Land        | Gold | Silber | Bronze | Gesamt |
| ------ | ----------- | ---- | ------ | ------ | ------ |
| 1      | Frankreich  | 2    | 1      | 2      | 5      |
| 2      | Italien     | 2    | -      | -      | 2      |
| 3      | Tschechien  | 1    | 1      | 1      | 3      |
| 4      | Deutschland | -    | 3      | 2      | 5      |
| Gesamt | Gesamt      | 5    | 5      | 5      | 15     |

### Teamwettbewerbe

#### Kajak-Einer Männer
| Platz | Land        | Sportler                                            | Zeit          |
| ----- | ----------- | --------------------------------------------------- | ------------- |
| 1     | Deutschland | Marcel Paufler / Finn Hartstein / Andreas Heilinger | 18:07,74 Min. |
| 2     | Frankreich  | Felix Bouvet / Maxence Barouh / Paul Jean           | 18:12,49 Min. |
| 3     | Tschechien  | Vojtech Matejicek / Adam Satke / Karel Slepica      | 18:27,07 Min. |

#### Kajak-Einer Frauen
| Platz | Land        | Sportler                                            | Zeit          |
| ----- | ----------- | --------------------------------------------------- | ------------- |
| 1     | Frankreich  | Lisa Vinet / Phenicia Dupras / Pauline Freslon      | 20:23,96 Min. |
| 2     | Tschechien  | Barbora Bayerova / Barbora Dimovova / Klara Vankova | 20:24,79 Min. |
| 3     | Deutschland | Sabine Füßer / Sophia Schmidt / Rosa Deinert        | 20:51,20 Min. |

#### Einer-Canadier Männer
| Platz | Land        | Sportler                                             | Zeit          |
| ----- | ----------- | ---------------------------------------------------- | ------------- |
| 1     | Deutschland | Normen Weber / Tim Heilinger / Ole Schwarz           | 20:22,57 Min. |
| 2     | Frankreich  | Quentin Dazeur / Stéphane Santamaria / Etienne Klatt | 20:45,20 Min. |
| 3     | Tschechien  | Matej Vanek / Karel Rasner / Ondřej Rolenc           | 20:58,70 Min. |

#### Zweier-Canadier Männer
| Platz | Land        | Sportler                                                                                          | Zeit          |
| ----- | ----------- | ------------------------------------------------------------------------------------------------- | ------------- |
| 1     | Frankreich  | Quentin Dazeur/Stéphane Santamaria / Charles Ferrion/Etienne Klatt / Hugues Moret/Pierre Troubady | 20:33,03 Min. |
| 2     | Tschechien  | Daniel Suchanek/Ondřej Rolenc / Petr Vesely/Marek Rygel / Petr Smakal/Frantisek Salaj             | 20:33,59 Min. |
| 3     | Deutschland | Moritz Lipperheide/Ole Schwarz / Marcel Paufler/Andreas Heilinger / Tim Heilinger/Normen Weber    | 21:34,36 Min. |

#### Nationenwertung Classic-Mannschaft
| Platz  | Land        | Gold | Silber | Bronze | Gesamt |
| ------ | ----------- | ---- | ------ | ------ | ------ |
| 1      | Frankreich  | 2    | 2      | -      | 4      |
| 2      | Deutschland | 2    | -      | 2      | 4      |
| 3      | Tschechien  | -    | 2      | 2      | 4      |
| Gesamt | Gesamt      | 4    | 4      | 4      | 12     |

## Sprint
Die Sprint-Wettbewerbe fanden am 13. und 14. August statt.

### Nationenwertung Sprint
| Platz  | Land        | Gold | Silber | Bronze | Gesamt |
| ------ | ----------- | ---- | ------ | ------ | ------ |
| 1      | Frankreich  | 7    | 3      | 2      | 12     |
| 2      | Slowenien   | 1    | -      | 1      | 2      |
| 3      | Belgien     | 1    | -      | -      | 1      |
| 4      | Tschechien  | -    | 5      | 2      | 7      |
| 5      | Italien     | -    | 1      | -      | 1      |
| 6      | Deutschland | -    | -      | 4      | 4      |
| Gesamt | Gesamt      | 9    | 9      | 9      | 27     |

### Einzelwettbewerbe

#### Einer-Kajak Männer
| Platz | Land                         | Sportler    | Zeit       |
| ----- | ---------------------------- | ----------- | ---------- |
| 1     | Maxime Richard               | Belgien     | 37,28 Sek. |
| 2     | Maxence Barouh               | Frankreich  | 37,34 Sek. |
| 3     | Anze Urankar                 | Slowenien   | 37,34 Sek. |
| -     | -                            | -           | -          |
| 10    | Björn Barthel (Ludwigshafen) | Deutschland | 39,46 Sek. |
| 18    | Finn Hartstein (Hamburg)     | Deutschland | -          |
| 31    | Andreas Heilinger (Köln)     | Deutschland | -          |
| 41    | Marcel Paufler (Bremen)      | Deutschland | -          |

#### Einer-Kajak Frauen
| Platz | Land                             | Sportler    | Zeit       |
| ----- | -------------------------------- | ----------- | ---------- |
| 1     | Pauline Freslon                  | Frankreich  | 42,82 Sek. |
| 2     | Barbora Dimomova                 | Tschechien  | 43,08 Sek. |
| 3     | Lise Vinet                       | Frankreich  | 43,32 Sek. |
| -     | -                                | -           | -          |
| 9     | Sabine Füßer (Siegburg/Augsburg) | Deutschland | 44,90 Sek. |
| 13    | Rosa Deinert (Köln)              | Deutschland | 46,54 Sek. |
| 16    | Sophia Schmidt (Köln)            | Deutschland | -          |

#### Einer-Canadier Männer
| Platz | Land                          | Sportler    | Zeit       |
| ----- | ----------------------------- | ----------- | ---------- |
| 1     | Quentin Dazeur                | Frankreich  | 42,06 Sek. |
| 2     | Ondřej Rolenc                 | Tschechien  | 42,83 Sek. |
| 3     | Matej Vanek                   | Tschechien  | 42,93 Sek. |
| -     | -                             | -           | -          |
| 4     | Normen Weber (Brühl/Augsburg) | Deutschland | 43,36 Sek. |
| 10    | Tim Heilinger (Köln)          | Deutschland | 44,86 Sek. |
| 12    | Ole Schwarz (Bonn)            | Deutschland | -          |

#### Einer-Canadier Frauen
| Platz | Land            | Sportler   | Zeit       |
| ----- | --------------- | ---------- | ---------- |
| 1     | Elsa Gaubert    | Frankreich | 48,12 Sek. |
| 2     | Cecilia Panato  | Italien    | 48,31 Sek. |
| 3     | Helene Raguenes | Frankreich | 48,88 Sek. |

#### Zweier-Canadier Männer
| Platz | Land                                         | Sportler    | Zeit       |
| ----- | -------------------------------------------- | ----------- | ---------- |
| 1     | Stéphane Santamaria / Quentin Dazeur         | Frankreich  | 41,06 Sek. |
| 2     | Pierre Troubady / Hugues Moret               | Frankreich  | 41,68 Sek. |
| 3     | Normen Weber / Tim Heilinger (Augsburg/Köln) | Deutschland | 42,64 Sek. |
| -     | -                                            | -           | -          |
| 8     | Ole Schwarz / Moritz Lipperheide (Bonn)      | Deutschland | 44,43 Sek. |

#### Zweier-Canadier Frauen
Das C2-Rennen der Frauen wurde aufgrund einer nicht ausreichenden Anzahl an Starterinnen nicht gewertet. Einzig drei Boote aus Großbritannien und Frankreich wurden gezeitet. 
| Platz | Land                                   | Sportler               | Zeit       |
| ----- | -------------------------------------- | ---------------------- | ---------- |
| 1     | Elsa Gaubert / Helene Raguenes         | Frankreich             | 49,97 Sek. |
| 2     | Laura Milne / Ellie Seed               | Vereinigtes Königreich | 50,55 Sek. |
| 3     | Kerry May Christie / Emma Eve Christie | Vereinigtes Königreich | 52,14 Sek. |

#### Nationenwertung Sprint-Einzel
| Platz  | Land        | Gold | Silber | Bronze | Gesamt |
| ------ | ----------- | ---- | ------ | ------ | ------ |
| 1      | Frankreich  | 4    | 2      | 2      | 8      |
| 2      | Belgien     | 1    | -      | -      | 1      |
| 3      | Tschechien  | -    | 2      | 1      | 3      |
| 4      | Italien     | -    | 1      | -      | 1      |
| 5      | Deutschland | -    | -      | 1      | 1      |
|        | Slowenien   | -    | -      | 1      | 1      |
| Gesamt | Gesamt      | 5    | 5      | 5      | 15     |

### Teamwettbewerbe

#### Einer-Kajak Männer
| Platz | Land        | Sportler                                           | Zeit       |
| ----- | ----------- | -------------------------------------------------- | ---------- |
| 1     | Slowenien   | Nejc Žnidarčič / Anze Urankar / Simon Oven         | 41,99 Sek. |
| 2     | Frankreich  | Felix Bouvet / Maxence Barouh / Luca Barone        | 42,31 Sek. |
| 3     | Tschechien  | Vojtech Matejicek / Adam Satke / Karel Slepica     | 43,31 Sek. |
| 4     | Deutschland | Björn Barthel / Finn Hartstein / Andreas Heilinger | 44,03 Sek. |

#### Einer-Kajak Frauen
| Platz | Land        | Sportler                                            | Zeit       |
| ----- | ----------- | --------------------------------------------------- | ---------- |
| 1     | Frankreich  | Pauline Freslon / Lise Vinet / Phenicia Dupras      | 46,20 Sek. |
| 2     | Tschechien  | Barbora Bayerove / Barbora Dimomova / Klara Vankova | 47,62 Sek. |
| 3     | Deutschland | Sabine Füßer / Sophia Schmidt / Rosa Deinert        | 49,65 Sek. |

#### Einer-Canadier Männer
| Platz | Land        | Sportler                                         | Zeit       |
| ----- | ----------- | ------------------------------------------------ | ---------- |
| 1     | Frankreich  | Quentin Dazeur / Charles Ferrion / Etienne Klatt | 47,18 Sek. |
| 2     | Tschechien  | Matej Vanek / Karel Rasner / Ondřej Rolenc       | 47,38 Sek. |
| 3     | Deutschland | Normen Weber / Tim Heilinger / Ole Schwarz       | 47,86 Sek. |

#### Einer-Canadier Frauen
Das C1-Team-Rennen der Frauen wurde aufgrund einer nicht ausreichenden Anzahl an Starterinnen nicht gewertet. Einzig das Team aus Frankreich wurden gezeitet. 
| Platz | Land       | Sportler                                        | Zeit       |
| ----- | ---------- | ----------------------------------------------- | ---------- |
| 1     | Frankreich | Elsa Gaubert / Helene Raguenes / Laura Fontaine | 54,21 Sek. |
| 2     | -          | - / - / -                                       | --,-- Sek. |
| 3     | -          | - / - / -                                       | --,-- Sek. |

#### Zweier-Canadier Männer
| Platz | Land        | Sportler                                                                                          | Zeit       |
| ----- | ----------- | ------------------------------------------------------------------------------------------------- | ---------- |
| 1     | Frankreich  | Quentin Dazeur/Stéphane Santamaria / Charles Ferrion/Etienne Klatt / Hugues Moret/Pierre Troubady | 46,21 Sek. |
| 2     | Tschechien  | Daniel Suchanek/Ondřej Rolenc / Petr Vesely/Marek Rygl / Petr Smakal/Frantisek Sala               | 47,19 Sek. |
| 3     | Deutschland | Moritz Lipperheide/Ole Schwarz / Marcel Paufler/Normen Weber / Tim Heilinger/Finn Hartstein       | 48,66 Sek. |

### Nationenwertung Sprint-Mannschaft
| Platz  | Land        | Gold | Silber | Bronze | Gesamt |
| ------ | ----------- | ---- | ------ | ------ | ------ |
| 1      | Frankreich  | 3    | 1      | -      | 4      |
| 2      | Slowenien   | 1    | -      | -      | 1      |
| 3      | Tschechien  | -    | 3      | 1      | 4      |
| 4      | Deutschland | -    | -      | 3      | 3      |
| Gesamt | Gesamt      | 4    | 4      | 4      | 12     |